# منطقة خلونج توي
منطقة خلونج توي (بالإنجليزية: Khlong Toei District)‏ هي منطقة من مناطق بانكوك. يبلغ عدد سكانها 159527 نسمة وذلك حسب إحصائيات سنة 2000. تبلغ مساحتها 13.0 كم².

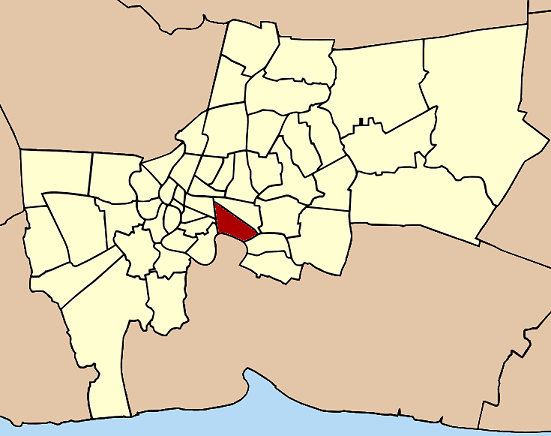
الموقع في بانكوك